# Нокс (Пенсилванија)
Нокс (енгл. Knox) град је у америчкој савезној држави Пенсилванија.

## Демографија
По попису из 2010. године број становника је 1.146, што је 30 (-2,6%) становника мање него 2000. године.
| Група             | 2000.         | 2010.         |
| Белци             | 1.154 (98,1%) | 1.119 (97,6%) |
| Афроамериканци    | 0 (0,0%)      | 5 (0,4%)      |
| Азијати           | 2 (0,2%)      | 8 (0,7%)      |
| Хиспаноамериканци | 10 (0,9%)     | 6 (0,5%)      |
| Укупно            | 1.176         | 1.146         |